# Ghouls'n Ghosts
Ghouls'n Ghosts (大魔界村, Daimakaimura, lit. "Grande Vila do Inferno") é um jogo de plataforma realizado pela empresa fabricante de jogos eletrônicos Capcom lançado em 1988 para arcade. É a sequência de Ghosts'n Goblins e predecessor de Super Ghouls'n Ghosts (Super NES) e Ultimate Ghosts'n Goblins (PlayStation Portable).

## Sinopse
O cavaleiro Arthur (que não tem ligação alguma com o Rei Arthur da mitologia bretã) precisa enfrentar novamente um vasto exército de monstros, fantasmas e demônios para salvar a princesa Prin-Prin (chamada de princesa Tamara nos manuais das versões de 8 bits), aprisionada no castelo de Lucifer (chamado de Loki em algumas versões) e as almas roubadas por ele.

## Jogabilidade
Mantém o sistema de controles de seu antecessor, com pulos que não podem mudar de direção depois que o herói já saltou, e várias armas com poder de ataque e alcance diferentes. Uma adição é a armadura dourada, que garante a Arthur a chance de um "ataque carregado", mais poderoso que o comum.
Assim como seu antecessor, Ghouls 'n Ghosts precisa ser terminado duas vezes para que o jogador possa ver o final verdadeiro.

## Versões e continuações[2]
Fliperama: Versão original do jogo lançada em 1985.
Super Grafx 16: lançada pela NEC, é a única a contar com efeitos de parallax scrolling (ilusão de movimento no horizonte).
Mega Drive: versão para o sistema de 16 bits da Sega. Idêntica à original.
Master System: Se difere das outras, em dois aspectos: por conta das limitações do console de 8 bits, as fases são divididas e as telas dos chefes são separadas das fases e mais simples(na maioria dos casos, uma tela preta); por outro lado, para compensar, existe um sistema de evolução das armas, armadura, capacidade de pulo e magias que Arthur pode usar.
Computadores: Existem diversas versões para computadores europeus, sendo que a maioria não faz jus à versão original do fliperama. Cortando parte da imagem na tela, diminuindo a quantidade de músicas ou no caso da versão Commodore 64, removendo toda a segunda partida, assim como o verdadeiro último chefe e tendo somente um texto de congratulação ao final.
Wonder Swan: Raríssima versão, de um console mais raro ainda (no Brasil): contém uma mistura das fases de Ghouls 'n Ghosts e Super Ghouls 'n Ghosts.
Além das continuações diretas do jogo, a franquia "Makai Mura" ainda teria mais jogos:
"Gargoyle's Quest": Jogo de plataforma com elementos de RPG para Game Boy, estrelado por um dos inimigos de Arthur, Red Arremer.
"Gargoyle's Quest II: The Demon Darkness": continuação, para Game Boy e NES.
"Demon's Crest"/"Demon Blazon": Continuação, para Super NES.
"Arthur and Astaroth's Nazo Makaimura: Incredible Toons": jogo estilo Puzzle, onde o jogador resolve uma determinada situação dada pelo computador, posicionando objetos em um cenário.
"Maximo: Ghosts to Glory": Jogo de plataforma 3D para Playstation 2, se passa no mundo de Ghouls 'n Ghosts mas não conta com nenhum personagem da série.
"Maximo vs. The Army of Zin": Continuação, também para Playstation 2.
"SNK vs. Capcom: The Match of the Millennium":Arthur - Ghosts'n Goblins (Ghost Trick minigame)jogo para Neo Geo Pocket Color 